# Bristol County (Massachusetts)
 For alternative betydninger, se Bristol County. (Se også artikler, som begynder med Bristol County)
Bristol County er et county i den amerikanske delstat Massachusetts. Amtet ligger i den sydøstlige del af delstaten og grænser op til Norfolk County i nord, Plymouth County i nordøst, Newport County (Rhode Island) i sydvest, Bristol County (Rhode Island) i vest og mod Providence County (Rhode Island) i nordvest.
Bristol Countys totale areal er 1.790 km² hvoraf 350 km² er vand. I 2000 havde amtet 534.678 indbyggere. Amtets administration ligger i byen Taunton.
41°45′N 71°05′V / 41.75°N 71.09°V